# Samsung Galaxy S10
Samsung Galaxy S10 — десяте покоління лінії смартфонів серії Galaxy S компанії Samsung. Лінія складається з базової моделі Galaxy S10, покращеної та збільшеної моделі Galaxy S10+, найвищою за характеристиками моделі Galaxy S10 5G, зменшеної та трохи спрощеної моделі Galaxy S10e і більш спрощеної моделі Galaxy S10 Lite. Galaxy S10, S10+ та S10e надійшли у продаж у березні 2019 року. Презентація Galaxy S10, S10+ S10 5G та S10e відбулася 20 лютого 2019 року, а Galaxy S10 Lite — 3 січня 2020 року.
Всі п'ять смартфонів виконані за новою для серії технології екрану, яка називається Infinity-O. Тепер екран займає майже всю область, а фронтальна камера розміщена в Infinity-O вирізі на екрані. У нових апаратах камери зазнали поліпшень, друга камера на Galaxy S10 + створена для розмиття заднього фону. Сканер відбитків пальців знову змінився - тепер він ультразвукової і вбудований прямо під екран.

## Дизайн
Спереду Galaxy S10 + має практично такий же зовнішній вигляд, як S9 і S9 +, за винятком нового методу розміщення фронтальних камер з використанням «Infinity-O». Також смартфони мають різні версії захисного скла: S10е -  Gorilla Glass 5, S10 і S10 + -  Gorilla Glass 6.

## Технічні характеристики

### Апаратне забезпечення

#### Платформа
Як повідомлялось на презентації 20 лютого 2019 року, продуктивність центрального процесора зросла на 29 % та графічного процесора на 36 %.
Galaxy S10, S10+, S10 5G та S10e випускалися у двох варіантах компонування «заліза», а саме c фірмовим процесором Exynos або зі Snapdragon. В Україну поставлявся перший, а це значить, що в зразку з офіційного роздробу користувач отримає восьмиядерний Exynos 9820 з відеоприскорювачем Mali-G76. Натомість версії цих моделей для ринку США, Канади, Китаю, Гонгконгу, Японії і Латинської Америки працюють на базі вісьмиядерного процесора від компанії Qualcomm Snapdragon 855 з графічним процесором Adreno 640. Galaxy S10 Lite постачається тільки із Snapdragon 855.

#### Пам'ять
Модель S10+ отримала 8/12 ГБ оперативної пам'яті. Є чотири версії за обсягом внутрішньої пам'яті: 128, 256, 512 ГБ, а також рекордний для компанії обсяг в 1 ТБ. Також всі моделі крім Galaxy S10 5G підтримують карти пам'яті формату microSD до 512 ГБ.

#### Акумулятор
S10 отримав акумулятор на 3400 мА·год, S10+ — 4100 мА·год, S10 5G та S10 Lite — 4500 мА·год, а S10e — 3100 мА·год.
Всі моделі окрім Galaxy S10 Lite мають підтримку Wireless PowerShare, що забезпечує підтримку зворотної бездротової зарядки і дозволяє бездротово заряджати годинники, браслети, навушники та навіть інші смартфони якщо в них присутня підтримка бездротового заряджання.

#### Екран
У моделей S10е та S10 Lite екран буде плоский, на відміну від вигнутих екранів дорожчих моделей.
Galaxy S10 Lite отримав дисплей Super AMOLED Plus зі співвідношенням сторін 20:9, а інші — Dynamic AMOLED зі співвідношенням сторін 19:9. В S10е він має роздільну здатність 2280 × 1080 пікселів, в S10, S10+ і  3040 × 1440 пікселів, а в S10 Lite — 2400 × 1080. Діагональ екрана S10е — 5,8", S10 — 6,1", S10+ — 6,4", а S10 5G і S10 Lite — 6,7". 

#### Звук
Лінійка Galaxy S10 окрім моделі Galaxy S10 Lite отримала по стереодинаміки, налаштовані AKG, і реалізують технологію об'ємного звуку Dolby Atmos. Також ці моделі зберегли 3,5-мм роз'єми для навушників. Натомість в Galaxy S10 Lite присутній лише один мультимедійний динамік та відсутній 3,5-мм роз'єм.

#### Камери
Основний модуль тепер складається з трьох камер:
1. Телефото з роздільною здатністю 12 МП, апертурою ƒ/2.4 і 45-градусним оглядом.
2. Стандартної з таким же розширенням, світлосилою ƒ/1.5 або ƒ/2.4 (залежно від режиму) і кутом огляду 77°.
3. «Ультраширокоформатної камери» з розмахом на 123°, апертурою ƒ/2.2 і розширенням 16 МП.

У найдорожчої моделі S10+ буде 3 основних камери й 2 фронтальні. У решти моделей буде лише одна фронтальна камера.
Задні камери всіх моделей смартфонів отримали незначні поліпшення. Відмінності від S9 і S9+ в наявності ультраширокий 16 Мп камери у всіх моделях. Молодша модель S10e має подвійну основну камеру, на зразок  Samsung Galaxy S9+, у S10 і S10+ - потрійна основна камера. Камери всіх моделей мають подвійну діафрагму, яка може перемикатися між режимами від f / 1.5 до f / 2.4 в залежності від кількості світла. Смартфони можуть знімати відео 4K відео зі швидкістю 60 кадрів в секунду, FullHD зі швидкістю 240 кадрів в секунду, а також HD «Super Slow-mo» зі швидкістю 1080 кадрів в секунду. Удосконалений  AR Emoji , що дозволяє користувачеві створювати емодзі на основі свого обличчя і схожа на технологію Animoji, яка використовується в апаратах Apple.

### Програмне забезпечення
З коробки Galaxy S10, S10+, S10 5G та S10e працюють під управлінням операційної системи Android 9 Pie з новітньою оболонкою One UI 1.1, яка розроблялася  Samsung у співпраці з інженерами Google. У 2022 році серія Galaxy S10 отримала оновлення Android 12 з One UI 4.1, що стало останнім великим оновленням операційної системи для серії. Підтримка Galaxy S10, S10+, S10 5G та S10e добігла кінця у квітні 2023 року з виправленням безпеки від березня 2023 року.
Натомість Galaxy S10 Lite був випущений на Android 10 з оболонкою One UI 2.1 і був оновлений до Android 13 з One UI 5.1. Підтримка моделі Lite була припинена в березні 2024 року.

## Ціна
Компанія планувала встановити максимальні ціни на свої флагмани — найдорожча модель буде коштувати 1700 дол. Проте вже 22 січня 2019 року в ЗМІ була опублікована інформація, що найдорожча модель буде коштувати 1818 дол. Але ця інформація не підтвердилася під час презентації 20 лютого. Ціни виявилися нижчими, ніж очікували до цього. Так, найдешевша модель 10е буде коштувати 749 доларів, Samsung Galaxy S10 коштував 899 доларів, а найдорожча версія Samsung Galaxy S10+ надійшла у продаж з ціною 999 доларів.
Ціни на флагмани дещо вищі. Так, ціна на флагман зі 128 Гб вбудованої пам'яті починається від 17 999 грн, а з 512 Гб — від 20 214 грн.